# Mason Cook
Mason Cook (25 de julio de 2000) es un actor y modelo estadounidense. Es conocido por su papel de Cecil Wilson en la película Spy Kids 4: All the Time in the World, por la que fue nominado a un premio Young Artist a la Mejor Actuación joven en una Película en 2011.
También tuvo un pequeño cameo, en el programa juvenil, "Victorious"

## Filmografía

### Películas
| Año       | Película                              | Papel                      | Notas                  |
| --------- | ------------------------------------- | -------------------------- | ---------------------- |
| 2009 2010 | The Middle Raising Hope               | Cory chance (a los 8 años) | Varios episodios serie |
| 2011      | Criminal Minds                        | Bobby Smith                |                        |
| 2011      | Spy Kids 4: All the Time in the World | Cecil Wilson               |                        |
| 2012      | Treasure Buddies                      | Pete Howard                |                        |
| 2012      | Wyatt Earp's Revenge                  | Connie                     |                        |
| 2012      | Mockingbird Lane                      | Eddie Munster              |                        |
| 2013      | The Incredible Burt Wonderstone       | Young Burt                 | Postproducción         |
| 2013      | The Lone Ranger                       | Will                       | Postproducción         |
| 2015      | If There Be Thorns                    | Bart Sheffield             | TV Movie               |
| 2015      | The Night Shift                       | Malcom                     | Serie T.V.             |
| 2016-2019 | Speechless                            | Ray DiMeo                  | Rol principal          |
| 2021      | Plan B                                | Kyle                       |                        |